# Gabriel Gasic Livanic
Gabriel Gasic Livanic (Punta Arenas, 1912. – 1. studenoga 2003.) bio je poznati čileanski liječnik, pionir citološkog istraživanja hrvatskog podrijetla.
Rodio se je u obitelji uzgajača koza na jugu Čilea.
Studirao je na Čileanskom sveučilištu u Santiagu, gdje je poslije bio akademikom medicinskog fakulteta te poslije sveučilište Pennsylvania u SAD-u.
1943. je dobio Guggenheimovu stipendiju.
Od 1965. živio je i radio u SAD-u.
Bio je profesor emeritus patologije na sveučilište Pennsylvania, medicinska škola. 
Radove je objavio u uglednim svjetskim medicinskim i inim znanstvenim časopisima.

## Vanjske poveznice
- Aula Magna Doctor Gabriel Gasic  Arhivirana inačica izvorne stranice od 4. ožujka 2016. (Wayback Machine)